# Nu (프로그래밍 언어)
Nu는 리스프 계열 문법을 사용하는 인터프리터 방식의 객체 지향 프로그래밍 언어이며, 개발자는 팀 벅스이다. 코코아 API를 통해 macOS를 프로그래밍하는 스크립트 언어의 다른 대안이다. 아이폰과 리눅스용 구현체도 존재한다.
이 언어는 2007년 8월 인디 맥 개발자들을 위한 콘퍼런스인 C4에서 처음 발표되다.

## 예시 코드
이 Nu 코드는 단순 복소수 클래스를 정의한다.
```
(
class
 
Complex
 
is
 
NSObject

  
(
ivar
 
(
double
)
 
real

        
(
double
)
 
imaginary
)

  
(
-
 
initWithReal:
(
double
)
 
x
 
imaginary:
(
double
)
 
y
 
is

    
(
super
 
init
)

    
(
set
 
@real
 
x
)

    
(
set
 
@imaginary
 
y
)

    
self
))

```

아래 예시는 복소수의 기본 정의이다: 인스턴스 변수를 정의하고 객체를 초기화하기 위한 메소드를 정의한다. Nu의 코드와 오브젝티브-C의 동일 코드 간 유사성을 보여주고 있다. 또, 루비와도 유사성을 보여준다.
```
(
unless
 
@prefix

        
(
set
 
@prefix

             
"#{((((NSProcessInfo processInfo) arguments) 0) dirName)}.."
))

(
unless
 
@icon_files

        
(
set
 
@icon_files

             
(
array
 
"#{@prefix}/share/nu/resources/nu.icns"
)))

```

이 샘플은 Nu에 번들링된 "nuke" 도구로부터 비롯된 것으로 언어 설계에 오브젝티브-C, 리스프, 루비 언어가 영향을 미친 것을 보여준다.

## 같이 보기
- 맥루비
- 루비코코아